# Adam Sinclair
Adam R. Sinclair (East Kilbride, 18 april 1977) is een Schots acteur en filmproducent.

## Biografie
Sinclair werd na de secondary school toegelaten aan de Royal Conservatoire of Scotland in Glasgow waar hij afstudeerde met een bachelor of arts in acteren.
Sinclair begon in 1999 met acteren in de televisieserie Boyz Unlimited, waarna hij nog meerdere rollen speelde in televisieseries en films.

## Filmografie

### Films
Uitgezonderd korte films.
- 2022 Twisted Vines - als Charlie
- 2011 Ecstasy - als Lloyd Buist
- 2006 Van Wilder: The Rise of Taj - als Lord Wrightwood
- 2006 Nina's Heavenly Delights - als Fish
- 2001 To End All Wars - als John

### Televisieseries
Uitgezonderd eenmalige gastrollen.
- 2021-2022 Animal Kingdom - als Brad - 3 afl.
- 2021 The Imperfection - als Hamish - 9 afl.
- 2015-2016 Rizzoli & Isles - als Kent Drake - 23 afl.
- 2014 24: Live Another Day - als Gavin Leonard - 6 afl.
- 2012 Lip Service - als dr. Declan Love - 5 afl.
- 2009 The Day of the Triffids - als Ashdown - 2 afl.
- 2008 The Summit - als Wilcox - 2 afl.
- 2003-2005 Mile High - als Will O'Brien - 38 afl.
- 2001-2002 As if - als Dan Parker - 11 afl.
- 1999 Boyz Unlimited - als Jason Jackson - 6 afl.

### Filmproducent
- 2016 The Terry Kath Experience - documentaire
- 2016 Lincoln Avenue - televisieserie
- 2013 Ctrl.Alt.Del - televisieserie - 6 afl.

- Gemeinsame Normdatei: 1236857488
- International Standard Name Identifier: 0000 0001 3341 8460
- Library of Congress Control Number: no2017130148
- Nationale Bibliotheek van Tsjechië: xx0170233
- Virtual International Authority File: 302843015
- WorldCat: E39PBJt3WK6R3qbktYk4YRkqwC